# Шаховский (посёлок)
Шаховский — поселок в Мосальском районе Калужской области. Входит в состав сельского поселения «Деревня Людково».

## География
Поселок находится на западе Калужской области на расстоянии приблизительно 17 км на север-северо-запад по прямой от районного центра города Мосальск.

## История
На карте 1868—1919 годов на этом месте был отмечен постоялый двор. Совхоз Шаховский был организован в 1954 году.

## Население
Численность населения составляла: 301 человек (русские 92 %) в 2002 году, 267 в 2010.